# Partia Ruchu Robotniczego
Partia Ruchu Robotniczego (tur. Emekçi Hareket Partisi, EHP) – turecka komunistyczna partia polityczna założona 5 stycznia 2004.

## Historia
Była jedną z organizacji członkowskich Ruchu Zjednoczonego Czerwca, koalicyjnej lewicowej inicjatywy politycznej, która powstała po buncie w Parku Gezi w 2013. 25 sierpnia 2022 zawiązała koalicję wyborczą Sojusz Pracy i Wolności, razem z Ludową Partią Demokratyczną (HDP), Partią Pracujących Turcji (TİP), Partią Pracy (EMEP), Partią Wolności Społecznej (TÖP) oraz Federacją Zgromadzeń Socjalistycznych (SMF).